# Kasimir Felix Badeni

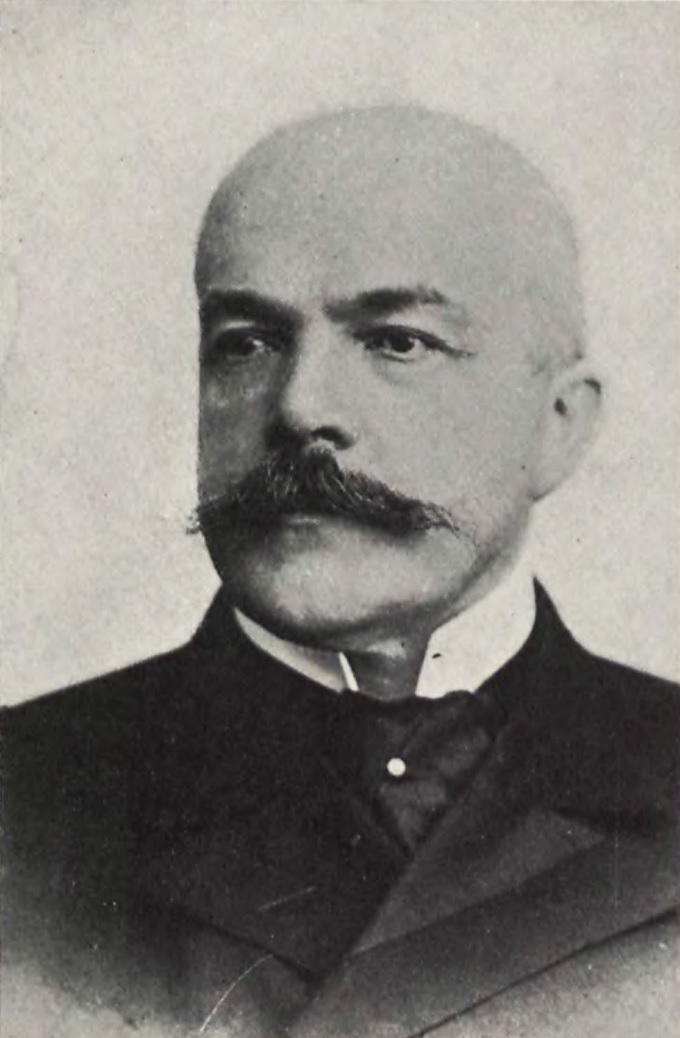
Kasimir von Badeni

Graaf Kasimir Felix Badeni  (Surochów, 14 oktober 1846 – Krasne, 9 juli 1909) was een Oostenrijks staatsman van Poolse afkomst en minister-president van Cisleithanië van 1895 tot 1897. Vele mensen in Oostenrijk, waaronder keizer Frans Jozef I, stelden grote hoop in Badeni's inspanningen om het kiesstelsel te hervormen en de taalwetgeving aan te passen en zo enkele fundamentele problemen op te lossen. Deze inspanningen mislukten echter.

## Biografie
Hij werd geboren in Galicië-Lodomerië als telg uit het geslacht Badeni en studeerde rechten aan de Jagiellonen-universiteit in Krakau. Hij trad in Oostenrijkse staatsdienst in 1866 en was werkzaam op de ministeries van Binnenlandse Zaken en Landbouw. In 1871 werd hij aangesteld tot bezirkshauptmann ("districtkapitein") in Żółkiew en later in Rzeszów. In 1888 werd hij door de keizer tot statthalter (keizerlijk gouverneur) van Galicië-Lodomerië benoemd. In deze functie zette hij zich in voor de verzoening tussen de Poolse elite en de Roetheense bevolking. Bovendien was hij toegewijd aan de Habsburgse monarchie.

### Minister-presidentschap
Badeni kwam in september 1895 aan de macht als minister-president na het mislukken van vorst Windisch-Graetz's coalitie van conservatieven en liberalen. Hij was zich bewust van de groeiende spanningen tussen de verschillende volkeren en de politieke agitatie van nationalisten en socialisten.

#### Kiesstelselhervorming

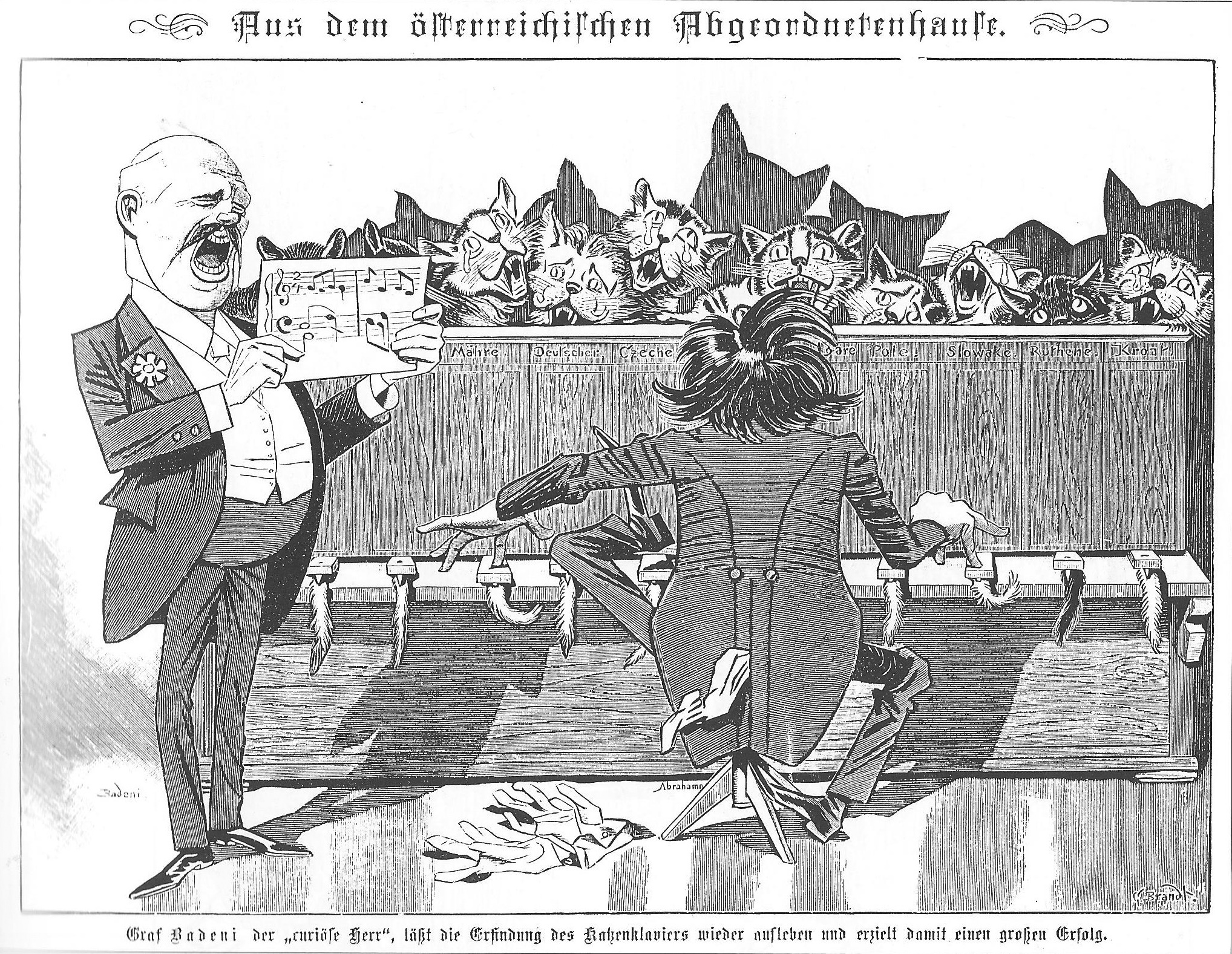
Spotprent uit november 1897 door Gustav Brandt

In 1896 slaagde hij erin een vorm van algemeen mannelijk stemrecht te verwezenlijken, waarbij een vijfde klasse kiezers werd toegevoegd, namelijk alle mannen boven de 24 jaar, maar onder de vijfguldendrempel die voordien van toepassing was sinds de hervorming van graaf Taaffe in 1882.
Deze hervorming had verreikende gevolgen: de nieuwe stemmen waren verantwoordelijk voor 72 van de 425 zetels in de Rijksraad, waarbij de meeste nieuwe mandaten naar de Sociaaldemocratische Partij en de Christelijk-Sociale Partij gingen, maar ook naar de Duits-nationalen. In korte tijd evolueerde de Rijksraad van een assemblee van notabelen naar een vergadering met parlementaire fracties en een sterke partijdiscipline.

#### Taalconflict
Badeni oogstte controverse toen hij, in een poging om steun van de "Jonge Tsjechen" in de Rijksraad, het taalconflict in Bohemen aankaartte. Zijn ordonnantie van 5 april 1897 verklaarde dat de Boheemse ambtenaren zowel Tsjechisch als Duits moesten kennen voor interne aangelegenheden. De Duitstalige bevolking in Bohemen was razend, aangezien deze het Tsjechisch veelal onmachtig was en de nieuwe regeling hen uitsloot van overheidsbetrekkingen, terwijl de Tsjechen Duits leerden op school.
De Duits-Nationale Beweging, onder leiding van Georg von Schönerer, probeerde Oostenrijk-Hongarije te destabiliseren in de hoop de Duitstalige gebieden van het rijk bij het jonge Duitse Keizerrijk te laten aansluiten. Hierbij verstoorde ze de parlementaire werking en organiseerde ze gewelddadige protesten. Hoewel de meeste Duitstaligen in Oostenrijk geen sympathie hadden voor de doelstellingen van de Nationalistische Partij, namen velen van toch deel aan de straatprotesten in de hoop Badeni's ordonnantie ongedaan te laten maken. De weerstand van de Duitstalige nationalisten ontaardde in parlementaire obstructie en rellen in onder meer Wenen, Graz en Salzburg. In Praag werd de staat van beleg zelfs afgekondigd.

#### Ontslag
Tijdens deze politiek woelige periode ontsloeg keizer Frans Jozef I Badeni, uit angst voor massale agitatie in brede lagen van de bevolking. Zijn aftreden betekende echter niet het einde van de politieke en etnische problemen in Oostenrijk-Hongarije. De regering regeerde vervolgens grotendeels door middel van nooddecreten ("keizerlijke verordeningen"). Badeni's taalordonnantie werd weliswaar teruggeroepen in 1899, hetgeen de Tsjechen frustreerde, maar de Duits-nationalisten niet kon sussen.
Badeni was een van de weinige politici in Oostenrijk-Hongarije die inzagen dat het keizerrijk uiteen zou vallen zonder toenadering tussen de verschillende volkeren van het rijk.
Beust · K. von Auersperg · Taaffe · Plener · Hasner von Artha · Potocki · Hohenwart · Holzgethan · A. von Auersperg · Stremayr · Taaffe · Windisch-Graetz · Kielmansegg · Badeni · Gautsch von Frankenthurn · Thun ·  Clary-Aldringen · Wittek · Koerber · Gautsch von Frankenthurn · Hohenlohe-Schillingsfürst · Beck · Bienerth-Schmerling · Gautsch von Frankenthurn · Stürgkh · Koerber · Clam-Martinic · Seidler von Feuchtenegg · Hussarek von Heinlein · Lammasch